# 小行星23404
小行星23404（23404 Bomans）是一颗绕太阳运转的小行星，为主小行星带小行星。该小行星于1972年9月19日发现。

## 轨道参数
小行星23404的轨道半长轴为341 531 534 km，2.2829648 UA，离心率为0.248。